# Балтика (футбольний клуб)
«Ба́лтика» (рос. «Балтика») — російський футбольний клуб з міста Калінінград. Клуб засновано 23 серпня 1954 року. На даний момент команда виступає у першості ФНЛ. 

Колишня емблема клубу (1997—2018)

Колишні назви: «Харчовик» (1954—1957).

## Досягнення
Кубок Росії
- Фіналіст (1): 2023–24